# 這個殺手不太冷
《終極追殺令》是一部1994年的法國電影，由盧·貝松編劇及執導，也是他首部往好萊塢發展拍攝的電影。尚·雷諾、娜塔莉·波曼及蓋瑞·歐德曼主演。

## 故事簡介
里昂·蒙泰拿（尚·雷諾飾）是意大利裔美国人頂尖殺手，孤身一人在紐約小意大利为身為同鄉的意大利餐廳老板東尼（丹尼·艾洛飾）執行“清潔工作”：清除社區內的惡棍。里昂時時戒備，連睡覺都坐在沙發睡。沒有個人生活、僅愛獨自看老電影、養一盆萬年青當唯一的好朋友。他一日於自家公寓內遇到年僅12歲卻偷溜出門抽菸的鄰居女孩瑪蒂達·蘭度（娜塔莉·波曼飾），里昂應允替瑪蒂達保守這個秘密；發現她臉上有被毆打的痕跡時，遞給她手帕以示安慰。
瑪蒂達與父親及繼母、繼姊、繼弟同住，其家庭功能失調。瑪蒂達逃學過甚，將被送到感化學校去。所有比她年長的家庭成員都對她行使肢體或精神暴力，只有4歲的弟弟與她感情深厚。繼姊會為了小事而毆打馬蒂達；繼母賣淫且無視家暴行為；父親亦家暴次女，如今的他因黑吃黑緝毒署黑警託管的毒品而惹禍上身，遭全家滅門–適逢瑪蒂達獨自出門購物，順便幫留下好印象的里昂買牛奶。她回家時正見父親陳屍門口內，一時不敢相認，強忍驚懼地逕直走去敲里昂的門。從窺孔中看見一切的里昂猶豫良久，終於還是開門。
里昂逗悲傷的瑪蒂達開心，聽她傾訴。也被瑪蒂達發現他的真實工作。里昂打算趁她睡著時滅口，卻下不了手。第二天早上，里昂趕她離開，瑪蒂達表示無處可去並要求里昂收留她教她本事，里昂丟給她一把槍要她出去，瑪蒂達欲趁機證明自己可以開槍而對窗外胡亂掃射–然而里昂認為她引起的動靜太大，只好帶著她搬離公寓。
兩人轉移陣地後，里昂發現這個機伶的女孩還是有點用。里昂開始教她初步的殺手技巧，並強迫瑪蒂達喝牛奶與戒菸；瑪蒂達幫里昂做家務並教他識字。兩人在文化認識上毫無交集，瑪蒂達卻還是將他當成愛侶並向他表白。里昂不知如何面對這份突如其來的感情，卻也逐漸打開心扉，告訴瑪蒂達自己悲痛的初戀往事、飄洋到美國成為與父親一樣的殺手、為什麼將盆栽當朋友：「它永遠都很開心，從不問問題，而且也跟我一樣—無根。」以及為什麼只坐著睡。後來還交代東尼，如果自己出事，要將所掙的錢全留給瑪蒂達。
瑪蒂達偷偷回到已成命案現場的家裡取回家人生前存起的私房錢，適逢警察到場查案問話，湊巧偷聽到帶頭殺死其家人的黑警頭子史丹菲爾的身份及辦公處所。瑪蒂達裝扮成送貨小妹，孤身遣入緝毒署內欲報仇，卻遭識破並被抓起來。“清潔”完史丹菲爾的手下後，回家的里昂見到瑪蒂達留的字條及留給他的全部錢財後，趕往救人。
由於與黑幫交涉的手下遇刺，自己又被殺上門來，史丹菲爾找上東尼並挾持其家人，以逼問里昂的下落。隔天，埋伏於門外的特警挾持瑪蒂達想騙里昂開門，卻因瑪蒂達故意報錯暗號而遭里昂反擊。里昂救回瑪蒂達後，史丹菲爾命特警傾巢而出，並帶上榴彈發射器等重武器。
里昂持斧破開牆內的通風管道，然而空間不足，只有體型較小的瑪蒂達能勉強通過，里昂讓她帶著盆栽經由管道逃生去找東尼，兩人在生死關頭彼此互訴衷情。房門遭重武器轟開後，里昂趁煙霧迷漫之際穿戴上特警的面罩、制服、及裝備，冒充受傷的特警隊員混出重圍，但仍被史丹菲爾識破，背後中槍倒地。瀕死的里昂乘史丹菲爾近前探視之機，引爆裝身上的手榴彈同歸於盡。
里昂死後，馬蒂達請求東尼像當初收留里昂一樣收留自己成為殺手，東尼立刻戳破她已成年的謊言，隨後以瑪蒂達年齡還小為由，建議先由他保管里昂留給她的錢，需要錢時再來找他。瑪蒂達獨自乘坐纜車來到了位於羅斯福島上的感化學校請求收留，並將里昂生前唯一的朋友—那盆萬年青移出了窄小的花盆—栽種在樹蔭下的大地，里昂終得落葉歸根。

## 主演
- 尚·雷诺：飾 里昂（Léon）

演出本片後，使他在英語演藝圈中獲得知名度。
- 娜塔莉·波特曼：飾 玛蒂达·蘭多（Mathilda Lando）

演出本片時只有11、12歲（生日在拍片期間），並在13歲時上映，這是她演員生涯第一個主演的角色。
- 蓋瑞·歐德曼：飾 諾曼·史丹菲爾（英语：Norman Stansfield）

此角色被名列为电影史上最伟大的反派人物之一。
- 丹尼·爱罗：飾 東尼（Tony）
- 邁克·巴達魯科：飾玛蒂达的父親
- 艾倫·格林尼（英语：Ellen Greene）：飾 瑪姬·蘭多（Margie Lando）玛蒂达的非親生母親
- 伊莉莎白·蕾根：飾 玛蒂达同父異母的姊姊
- 彼得·艾波 ：飾 麥基
- 亞當·布斯奇 ：飾 馬諾羅
- 約瑟夫·馬勒巴（英语：Ellen Greene）  ：飾 突擊部隊成員
- 麥雯 ： 飾 金髮女孩
- 喬治·馬丁（英语：George_Martin_(American_actor)）  ：飾 酒店接待員
- 尚-雨果·安格拉德（英语：Jean-Hugues Anglade）  （客串）
- 基思·A·格拉斯科（英语：Keith A. Glascoe )）  ：飾 班尼

## 加長版
本片上映當時的版本片長為110分鐘，但另有一133分鐘的版本。該加長版本正式名稱為「國際版」（International Version），不過只在日本上映，之後並以影像軟體方式發售。但導演盧貝松表示，他自己比較喜歡稱之為「加長版」（Long Version）。
該23分鐘片段主要在中間增加了里昂和瑪蒂達相處，尤其是偏向男女感情描寫的片段（這些在正式版本裡著墨非常之少）。包括她向他明白表示想成為他的戀人而里昂拒絕的對話、兩人同床共眠的鏡頭、里昂提到因自己失去舊情人而成為殺手的談話、與一些她跟著他觀摩殺人技巧的鏡頭。

### 其中兩個版本情節的差異
以下資料出自台灣馬路秀影評（2001年1月19日）「《這個殺手不太冷》被剪掉的那二十四分鐘」中對相關情節的記錄。加長版陸續已發行LD、1區、2區DVD及BD版本。
- 曾經有謠傳指出片中有出現床戲，但實際上所謂的「床戲」不過是瑪蒂達邀請里昂躺到床上休息（因為里昂從不在床上睡覺）。在里昂救出瑪蒂達當晚，她換上里昂買給她的洋裝向他示愛，里昂卻道出他悲傷的初戀往事，表示自己無法成為好情人，後來瑪蒂達枕著里昂的胳膊一起睡了一夜。這段場景，在里昂的心情轉變過程中也很重要。
- 在旅館登記時，瑪蒂達告訴里昂自己十八歲了，里昂半信半疑。
- 瑪蒂達查到凶手的姓名和地址，要雇里昂殺他。里昂表示他厭倦了瑪蒂達的遊戲，不想再跟她有牽扯。瑪蒂達：「我想要的是愛…或是死。（I want love…or death. ）」於是在左輪手槍中裝進三發子彈，和里昂玩俄羅斯輪盤賭。
- 里昂帶著瑪蒂達去見東尼，宣佈她是他的搭檔。
- 里昂和瑪蒂達初次一起行動。瑪蒂達看到桌上的毒品，想起自己最疼愛的小弟正是因毒品而慘遭橫禍，將之一把火燒光。
- 他們在一家餐廳喝酒慶祝第一次的合作行動成功。瑪蒂達想吻里昂，害羞耿直的里昂堅持不要。失望的瑪蒂達喝掉一整杯酒，歇斯底里地一直大笑，搞得里昂很尷尬。
- 某次的襲擊行動失敗，里昂把手榴彈丟進房間去炸人（導演盧·貝松親自客串其中一名受害人）。他指著手上的插鞘，說這是「拉環把戲」（the ring trick）。片末，他用同一招解決了史丹菲爾。
- 某次里昂要去執行殺人任務，不讓瑪蒂達隨行。在這個橋段裡有段重要的對話，對於里昂和瑪蒂達的實際年齡和心理年齡逆差的理解相當重要。

里昂『妳也需要時間長大。』
瑪蒂達『我已經長夠了，里昂，我正在變老。』
里昂『我正好相反，我夠老了，但我需要時間長大。』

## 片尾曲
片尾曲為史汀的“Shape of My Heart”，該曲背景旋律之後被莫妮卡（歌手）、宇多田光等人引用。
最后一幕，瑪蒂達被安置在感化學校，她把里昂珍視的盆栽种于陽光下－里昂終於自由了，音乐即響起，电影结束。

## 迴響
本片的觀眾評價極高，專業評論則較前者略為冷落，但整體評價大致為中上，爛番茄新鮮指數74%，平均分6.9。票房方面，本片全球票房總共約4610萬美元，法國首週票房為2680萬法國法郎（約510萬美元），並蟬聯三週票房冠軍，在法國的觀影人次為3,330,703人。
本片是娜塔莉·波曼出道作，也是尚·雷諾第一部取得巨大成功的英語片，打開了兩人在英語圈的知名度。於2014年9月1日的資料，其在IMDb的歷史250佳片（Top 250）中排名第27。

## 流行文化
- 香港電影《回魂夜》中，周星馳飾演的捉鬼專家和莫文蔚飾演的阿群，是模仿了本片中里昂和瑪蒂達的造型。
- 在由孙红雷主演的中國大陆电视剧《征服》中，三个亡命杀手在躲藏的地点每天都看的同一部电影即為本片。
- 韓國女團TWICE的《What is Love?》MV裡，團員彩瑛與多賢分別飾演瑪蒂達與里昂，一同致敬本片。
- 極速快感：全民公敵中由Dean M. Mckenzie饰演的Cross警官在游戏剧情末段向他的助手大喊“Everyone！”的一幕来自于该部电影。
- 韓國歌曲《LEON》由IU (歌手)和朴明洙在無限挑戰 嶺東高速公路歌謠祭中共同創作，兩人的舞台造型與歌曲創作靈感皆來自本片。
- 2005年推出的恐怖生存類電玩遊戲 《生化危機 4》中，男主角名字同樣是里昂，在遊戲通關後會新增一項隱藏的終極難度選項，這與本片英文名稱一樣名叫《The Professional》，另外遊戲內有一把武器手鎗的名字(Matilda)與女主角的名字(Mathilda)相近，似乎是遊戲制作人暗地裡向本片致敬。

## 外部連結
- 互联网电影数据库（IMDb）上《这个杀手不太冷》的资料（英文）
- Metacritic上《這個殺手不太冷》的資料（英文）
- 爛番茄上《这个杀手不太冷》的資料（英文）
- 豆瓣电影上《这个杀手不太冷》的資料 （简体中文）
- Box Office Mojo上《這個殺手不太冷》的資料（英文）